# Бранд, Генри, 2-й виконт Хэмпден
Генри Роберт Бранд, 2-й виконт Хэмпден (англ. Henry Robert Brand, 2nd Viscount Hampden; 2 мая 1841 — 22 ноября 1906) — британский пэр и политик, губернатор Нового Южного Уэльса (1895—1899).

## Происхождение
Родился 2 мая 1841 года в Девонпорте, графство Девон, Англия. Старший сын Генри Брэнда, 1-го виконта Хэмпдена (1814—1892), и его жены Элизе Эллис (1818—1899), дочери генерала Роберта Эллиса. Он получил образование в школе Рагби (Рагби, Уорикшир).
14 марта 1892 года после смерти своего отца Генри Бранд унаследовал титулы 2-го виконта Хэмпдена (Пэрство Соединённого королевства) и 24-го барона Дакр (Пэрство Англии), став членом Палаты лордов Великобритании.

## Карьера
Генри Бранд заседал в Палате общин от Хартфордиша (1868—1873) и Страуда (1880—1886). Он безуспешно баллотировался в качестве кандидата от Либеральной юнионистской партии в Кардиффе в 1886 году.
Он получил чин капитана Колдстримской гвардии, занимал должность генерального инспектора артиллерийского управления (1883—1885), он также занимал посты мирового судьи и заместителя лейтенанта Сассекса, мирового судьи Хартфордшира,
Он прибыл в Сидней, Австралия, 21 ноября 1895 года, где прослужил на посту губернатора Нового Южного Уэльса. Он ушел в отставку до окончания своего предполагаемого срока, вступившего в силу 1 марта 1899 года, сославшись на личные интересы. Он покинул свой губернатор пост 5 марта 1899 года.

## Семья
Лорд Хэмпден был дважды женат. 21 января 1864 года в Брее, графство Уиклоу, Ирландия, он женился первым браком на Виктории Александрине Леопольдине Ван де Вейер (? — 20 июля 1865), дочери бельгийского посла Сильвена Ван де Вейера и Элизабет Энн Стерджис Бейтс. 14 апреля 1868 года в церкви Святого Петра, Итон-сквер, Белгравия, Лондон, лорд Хэмпден женился во второй раз на Сьюзен Генриетте Кавендиш (29 июля 1846 — 16 октября 1909), дочери лорда Джорджа Кавендиша и Луизы Ласеллс. Дети от второго брака:
- Бригадный генерал Томас Бранд, 3-й виконт Хэмпден (29 января 1869 — 4 сентября 1958), в 1899 году он женился на Кэтрин Мэри Монтегю-Дуглас-Скотт (1875—1951), дочери Уильяма Генри Уолтера Монтегю-Дуглас-Скотта и Луизы Джейн Гамильтон.
- Достопочтенный Сэр Хьюберт Джордж Бранд (20 мая 1870 — 14 декабря 1955), в 1914 году он женился на Норе Конингем Грин (? — 1924), дочери сэра Уильяма Конингема Грина и леди Лили Стопфорд.
- Ричард Бранд (8 августа 1871 — 18 января 1880), умер в возрасте восьми лет.
- Достопочтенная Маргарет Бранд (7 марта 1873 — 27 сентября 1948), в 1897 году вышла замуж за Элджернона Фрэнсиса Холфорда Фергюсона (1867—1943). Через своего сына Эндрю она является прабабушкой Сары Фергюсон.
- Достопочтенная Элис Бранд (1877 — 11 июля 1945)
- Достопочтенная Дороти Луиза Бранд (1878 — 21 июля 1958), в 1902 году она вышла замуж за Перси Генри Гая Фейлдена (1870—1944), у них было трое детей
- Достопочтенный Роберт Генри Бранд, 1-й барон Бранд (30 октября 1878 — 23 августа 1963, в 1917 году он женился на Филлис Лэнгхорн (? — 1937).
- Достопочтенный Роджер Бранд (23 ноября 1880 — 23 октября 1945), в 1913 году он женился на Мюриэль Гекторине Лилиан Монтгомери (? — 1988)
- Достопочтенный Джеффри Бранд (3 октября 1885 — 25 февраля 1899), умер в возрасте 13 лет.

Виконт Хэмпден скончался в Лондоне 22 ноября 1906 года в возрасте 65 лет.